# سعدان سنجابي أسود التاج
سعدان سنجابي أسود التاج ؛ سعدان سنجابي بوليفي (بالإنجليزية: Saimiri boliviensis) وهو سعدان سنجابي من قرود العالم الجديد، موطنه حوض الأمازون العلوي في بوليفيا وغرب البرازيل وشرق بيرو. وهي قرود آكلة للحيوان وتشمل مأكولاتها الحشرات والفواكه والزهور والبيض وحتى العناكب والبيض والفقاريات الصغيرة، تعيش في الغالب في مجموعات تهيمن عليها الإناث قوامها حوالي 40 إلى 75 قردًا، حالة الحفظ الحالية وفقًا لـ الاتحاد الدولي لحفظ الطبيعة هي «الأقل قلقًا». ينتمي هذا النوع إلى جنس سعدان سنجابي وله نوعان فرعيان، سعدان سنجابي بوليفي (S. b. boliviensis) سعدان سنجابي بيروفي (S. b. peruviensis).
يمكن العثور على هذا القرد من أمريكا الجنوبية في العديد من حدائق الحيوان (مع أكثر من 80 حديقة حيوان تحافظ عليها في أوروبا وحدها، معظمها من الأنواع البوليفية الفرعية) ومنها حديقة حيوان إلين تروت، حديقة حيوان لندن، حديقة أبينهول بريمات، حديقة حيوان كوبنهاغن، حديقة حيوان زيورخ وحديقة حيوان أوكلاند.

## الوصف

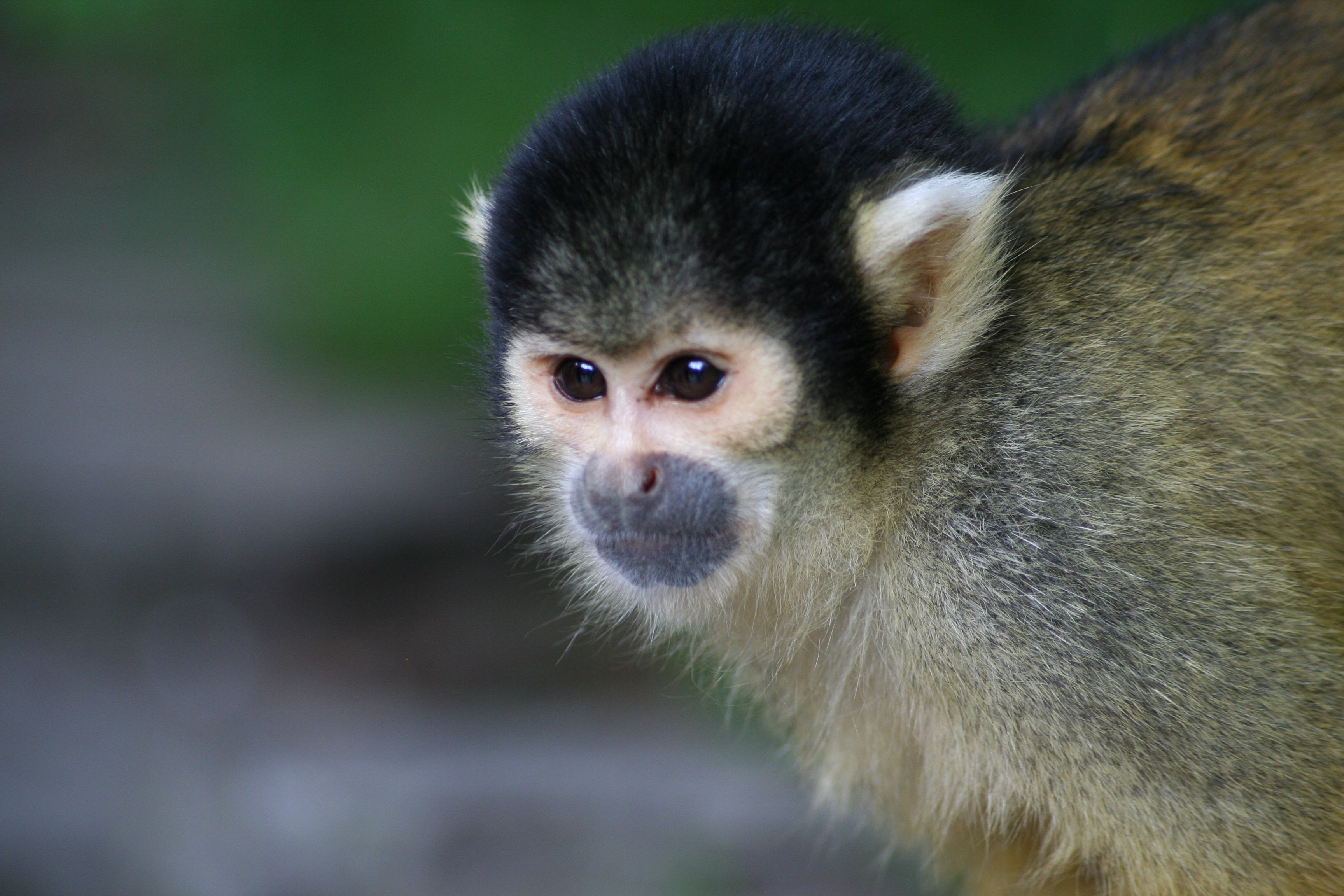
يُظهر سعدان سنجابي أسود التاج نمط القوس الأبيض المستدير "النوع الروماني" فوق العينين.

يُظهر سعدان سنجابي أسود التاج إزدواج الشكل الجنسي، حيث يتراوح وزن الذكور عادة بين 550 و 1135 جرامًا وتزن الإناث بين 365 و 750 جرامًا. يزن الرُضّع عادة ما بين 80 و 140 جرامًا عند ولادتهم. يبلغ طول الأنواع البالغة (من الرأس إلى قاعدة الذيل) ما بين 250 و 370 ملم للذكور و 225 و 295 ملم للإناث. معطف القرد قصير وناعم وكثيف، وغالبية الفراء الذي يغطي الجزء الخلفي من القرد هو لون رمادي إلى بني زيتوني، في حين أن الجوانب السفلية عادة ما تكون بيضاء أو صفراء أو مغرة. يتميز الرأس باللون الأسود مع وجود أقواس بيضاء فوق العينين. الذيل هو نفس لون الجسم مع طرف أسود مُعنقدة وغير قابل للإمساك بالأشياء؛ عادة ما يقاس حوالي 350 إلى 425 ملم.
من الناحية الجسدية، يشبه سعدان سنجابي أسود التاج عددًا من الأنواع الأخرى من قرد السنجاب، ولكن يمكن تمييزه عن الأنواع الأخرى بعدد من الميزات. وأكثر ما يلفت الانتباه هو الغطاء الأسود الداكن ونمط القوس «الروماني» الأبيض على عيون القرد، وهو أضيق وأكثر تقريبًا من نمط القوس «النوع القوطي» على أعين الأنواع الأخرى. كما أن ذيل النوع «الروماني» أضيق من ذيل النوع «القوطي».

## المرتبة التصنيفية
في الأصل كانت جميع قرود السنجاب تعتبر من نفس النوع. تم تقسيمهم أولاً إلى نوعين مختلفين - «روماني» و «قوطي» - في مقال بول دي ماكلين "Mirror Display in the SquirrelSaimiri sciureus" ، نُشرت في عام 1964. ولكن الدراسات المختلفة التي أجراها العديد من الباحثين خلصت إلى أن السعدان البوليفي Saimiri boliviensis هو واحد من سبعة أنواع مختلفة من السعادين السنجابية. بناءً على التوزيع الجغرافي والخصائص المورفولوجية والسلوكية للعينات المدروسة، اقترح هيرشكوفيتز وجود سعدان سنجابي بوليفي كنوع متميز مع نوعين فرعيين، سعدان سنجابي بوليفي بوليفي و سعدان سنجابي بوليفي بيروفي. بناءً على قياسات الجمجمة وتلوين المعطف، اقترح ثورنجتون أنه نوع فرعي من سعدان سنجابي شائع. تقرير بارز آخر نُشر في عام 1993 يدعم تصنيف ثورنجتون، ولكن بعد إجراء مزيد من التحقيق في الخصائص الجينية للقرد، خلص تقرير نُشر مؤخرًا إلى أن وصف هيرشكوفيتز هو الأكثر دقة. أصبح الخلاف حول المرتبة التصنيفية والوراثي للسعدان سنجابي أسود التاج وثيق الصلة بشكل متزايد فيما يتعلق باستخدامه في البحوث الطبية الحيوية، نظرًا لحقيقة أن التهجين قد يكون له تأثير على القدرات الإنجابية للقرد، وله إمكانية لإحداث تمايز في قابليته للتأثر ببعض مسببات الأمراض والالتهابات.
تشمل الأسماء التصنيفية البديلة أو المقترحة سابقًا ما يلي:
- سعدان سنجابي شائع بوليفي Saimiri sciureus boliviensis
- بهي الشعر بوليفي Callithrix boliviensis (قرود من بوليفيا)
- بهي الشعر Callithrix entomophagus (قرود من تيفي، البرازيل)
- سعدان سنجابي بوليفي نيغريسبس Saimiri boliviensis nigriceps (قرود من كوسنيباتا، بيرو)
- سعدان سنجابي بوليفي بيروفي Saimiri boliviensis pluvialis (قرود من ريو جوروا في البرازيل)

## توزيع والسكن
تم توثيق هذا السعدان السنجابي الذي يعرض نمط وجه «القوس الروماني» المميز لسعدان سنجابي أسود التاج في معظم أنحاء بوليفيا، شمال بيرو، وبين نهري جوارا وبوروس في البرازيل. تم العثور عليها في الغابات المطيرة الاستوائية المنخفضة بالقرب من المياه في مناطق الغابات الكثيفة والمستنقعات. وهم في الغالب حيوانات شجرية، وبينما يستخدمون جميع مستويات الغابات، فقد لوحظ أنهم يحتفظون في الغالب بالمظلات السفلية لأغراض السفر والبحث عن الطعام. وتشكل مجموعات من الأقارب لسعادين السنجابية البيروفية بسبب وفرة من الفاكهة والحشرات الموجودة في بيئتها، والتي لا توجد في موائل الأنواع الأخرى من جنس السعادين السنجابية.

## بيولوجيا الكائن

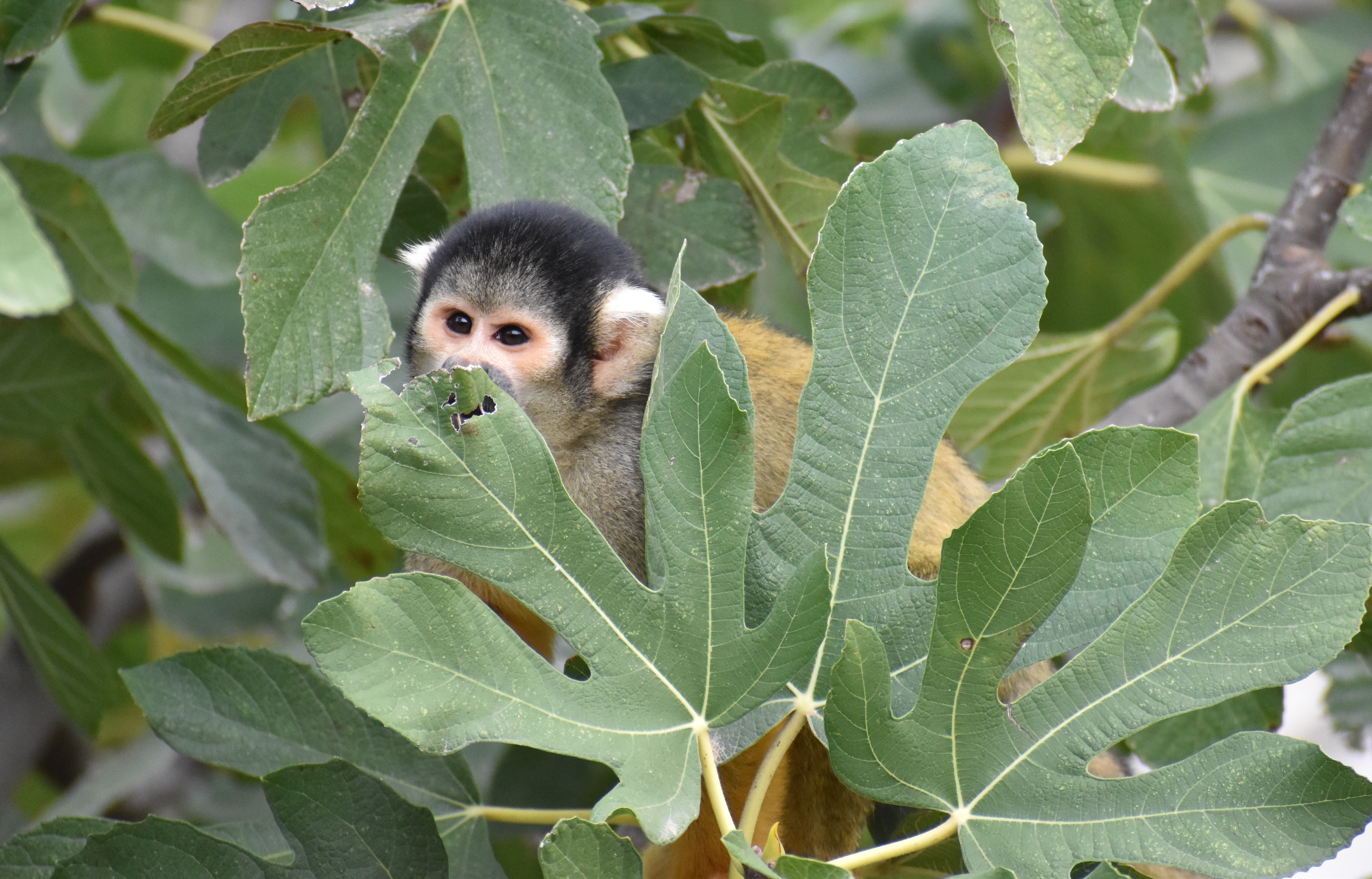
عادة ما يكون سعدان سنجابي أسود التاج شجريًا.

السعادين السنجابية البوليفية شجرية في الغالب، ولكن يمكن العثور عليها أحيانًا في أرضية الغابة. وهي نهارية؛ وقد لوحظ أنها تكون أكثر نشاطًا خلال الفترة من الصباح الباكر إلى منتصف الصباح، قبل الراحة لمدة ساعة أو ساعتين في فترة ما بعد الظهر، تليها فترة أخرى من النشاط من وقت مبكر بعد الظهر إلى المساء.

### النظم الاجتماعية
تم العثور على سعدان سنجابي أسود التاج في القوات التي تهيمن عليها الإناث من حوالي 45 إلى 75 قردًا، على عكس قرد السنجاب الشائع الذي يعيش عادةً في المجموعات التي يهيمن عليها الذكور من حوالي 15 إلى 50 عامًا. يظل في المجموعة التي ولدوا فيها، بينما من المرجح أن يتم استبعاد الذكور من قبل الإناث الأكثر سيطرة. عندما يصلون إلى مرحلة النضج الجنسي، ينتشر ذكر سعدان سنجابي أسود التاج إلى مجموعات منفصلة من الذكور فقط، وينضمون في النهاية إلى مجموعة أكبر مختلطة الجنس. تظهر مجموعات سعدان سنجابي أسود التاج مستويات عالية من العدوان بين الإناث. غالبًا ما تتنافس أنثى القرود مع عضوات أخريات في المجموعة لتحديد الوصول إلى الموارد، ومع ذلك فقد لوحظ أنه على الرغم من المنافسة الشديدة على الطعام، إلا أنهن ما زلن يفضلن العيش في مجموعات كبيرة من أجل تقليل احتمالية الافتراس.

### الغذاء والعلف
سعدان سنجابي أسود التاج هي آكلة اللحوم. يشمل النظام الغذائي النموذجي لقرد السنجاب الفواكه والحشرات والبيض والفقاريات الصغيرة والعناكب والأوراق والزهور والمكسرات والبذور ونادرًا الفطريات ؛ ومع ذلك فقد لوحظ أنهم يفضلون الحشرات على الفاكهة. تقضي قرود السنجاب الناضجة معظم اليوم في البحث عن الطعام. يبدأون في البحث عن الطعام من 60 إلى 40 دقيقة قبل شروق الشمس ويقضون الجزء الأول من اليوم يتغذون بنشاط على الفاكهة وأي حشرات يمكنهم اصطيادها أثناء البحث عن الفاكهة. يتبنون بعد ذلك سلوكيات تغذية أكثر رقة ويقضون بقية اليوم في الراحة والبحث عن المزيد من الحشرات. في كثير من الأحيان، عندما لا يكون الطعام نادرًا، يتوقفون ويستريحون لمدة ساعة أو ساعتين في منتصف النهار عندما يكون الجو حارًا جدًا بحيث لا يمكن الاستمرار فيه. تم الإبلاغ عن أن قرود السنجاب تستهلك الـ Ascopolyporus ، وهي فطر طفيلي على نطاق واسع يتطفل على أنواع الخيزران المحلية عندما تكون الفاكهة شحيحة. صاغ الباحثون أن هذا يتم كمصدر بديل للغذاء خلال مواسم الجفاف.

### الحركة
يتواجد سعدان سنجابي أسود التاج في الغالب غلى الأشجار وغالبًا ما تقفز من متر إلى مترين بين الفروع. وهم قادرون على التحرك بسرعة عبر النباتات الكثيفة في نزهة بأربع أرجل أو الركض بالتسلسل القطري (diagonal sequence) للقدمين (حيث الساق الخلفية على الجانب الواحد تلمس تليها مُقدمة الجانب الآخر). عادة ما يستخدم ذيل القرد لتحقيق التوازن، أو من قبل الرُضّع لتثبيته على ذيل أمهم أو بطنهم.

## حالة الحفظ
تم تصنيف سعدان سنجابي أسود التاج على أنه «الأقل قلقًا» من قبل الاتحاد الدولي لحفظ الطبيعة (IUCN)، على الرغم من أن أعدادها في حالة عامة بانخفاض. لقد تم تحديد أن سعدان سنجابي أسود التاج يتكيف بسهولة مع التغيرات أو التهديدات المُحتملة لبيئته، ولا يخضع لمستويات عالية من الصيد من قبل البشر. وفقًا لـ IUCN ، تتمثل التهديدات الرئيسية لموائل القرد في الاستخدامات الزراعية وتربية الأحياء المائية لموائلها، واستخدام الموارد البيولوجية للقرد لأغراض مثل الصيد، والحصار، وقطع الأشجار، وحصاد الأخشاب.